# Саморуйнівна поведінка

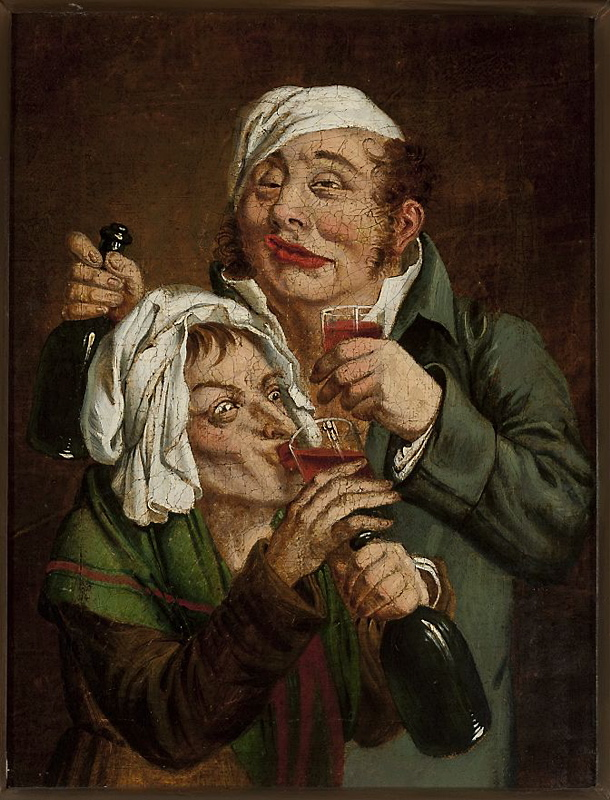
Алкогольний розлад є формою саморуйнівної поведінки.

Саморуйнівна поведінка — це будь-яка поведінка, яка є шкідливою або потенційно шкідливою для особи, яка вчинить руйнівні дії або накручує себе на, схожі до таких дій, шкідливі думки.
Протягом багатьох років багато людей проявляли саморуйнівну поведінку. Це великий різнобокий потік, одним з кінцем якого є – самогубство. Саморуйнівні дії можуть бути навмисними, породженими імпульсивністю або вчинені через звичку. Цей термін, як правило, застосовується до самознищення, яке або є фатальним, або викликає звикання до такої поведінки, а отже є потенційно фатальним. Саморуйнівна поведінка часто пов'язана з такими психічними захворюваннями, як синдром порушення активності та уваги, емоційно нестабільний розлад особистості або шизофренія.

## Форми
Саморуйнівна поведінка може бути використана як копінг, коли людина перевантажена. Наприклад, зіткнувшись із невідкладним тестовим оцінюванням, хтось може вибрати шлях саботування своєї роботи, а не подолання свого стресу. Це унеможливить подачу (або проходження) оцінювання, але позбавить від занепокоєння, пов'язаного з ним.
Саморуйнівна поведінка також може проявлятися в активній спробі позбутись близьких людей. Наприклад, особи з такою поведінкою, можуть боятися, що «зіпсують» стосунки. Та замість того, щоб впоратися зі своїм страхом, соціально саморуйнівні особи починають набувати дратівливої або відчужуючої поведінки, щоб інші самі кинули їх.
Більш очевидними формами саморуйнування є розлади харчової поведінки, розлади вживання алкоголю, розлади вживання психоактивних речовин, сексуальна залежність, самопошкодження, повторювана поведінка, сфокусована на тілі та спроби самогубства (суїцид).
Важливим аспектом саморуйнівної поведінки є нездатність впоратися зі стресом, спричиненим невпевненістю людини в собі – наприклад, у стосунках, питанням чи справді вірна інша особа («як вони можуть любити когось, як я?»); на роботі чи в школі, або від усвідомлення потреби виконати доручення або наявність термінів («я ніяк не можу виконати всю свою роботу вчасно»). Саморуйнівним людям зазвичай не вистачає здоровіших механізмів подолання, як-от відстоювання особистих кордонів. Як наслідок, вони схильні відчувати, що показати свою некомпетентність – це єдиний спосіб позбутись вимог до них.
Успішні люди можуть саморуйнівно саботувати власні досягнення; це може походити від почуття тривоги, негідності або від імпульсивного бажання повторити «підняття на вершину».
Саморуйнівну поведінку часто вважають синонімом самопошкодження, але це не зовсім так. Самопошкодження є крайньою формою саморуйнівної поведінки, але воно може проявлятися в багатьох інших психологічних проблемах. Подібно до того, як особистий досвід може вплинути на те, наскільки крайньою є саморуйнівна поведінка людини, самоушкодження відображає це. Загалом особистий досвід і проблеми з психічним здоров'ям впливають на самоушкодження.

## Причини
Дитяча травма через сексуальне та фізичне насильство, а також порушення батьківського піклування пов'язують із саморуйнівною поведінкою. Зазвичай така поведінка є наслідком відсутності реалізації здорового копінгу (механізмів подолання перешкод). Оскільки не приділяється багато уваги індивідуальним проблемам психічного здоров'я, таким як саморуйнівна поведінка, людей не навчають спеціальними засобами, які можуть принести користь або навіть запобігти таким людям "вигоріти".
Крім того, у людей, які зазнали певної форми травми, наприклад жорстокого поводження або нехтування, можуть розвинутися психологічні проблеми, які можуть призвести до ще більших проблем. Крім цього, потреба в увазі або у відчуті хорошого самопочуття може зрештою спричинити таку поведінку. Яскравим прикладом цього може бути залежність від наркотиків або алкоголю. На початкових стадіях люди мають тенденцію полегшити собі нездорову поведінку саморуйнування завдяки фізичним задоволенням від зловживання шкідливих речовин, оскільки це дає їм приємні відчуття. Однак з плином часу така звичка також стає саморуйнівною залежністю, яку вони вже не можуть позбутись, і вони починають легко втрачати чудові почуття від подібних процесів. Коли ці почуття припиняються, саморуйнівна поведінка посилюється, оскільки вони не у змозі задовольнити себе тим відчуттям, яке змушує душевний чи фізичний біль зникати.

## Лікування
Змінити свою саморуйнівну поведінку може бути важко, і це може включати важкі етапи для людини, яке вирішила ступити на шляху до одужання. Етапи, засновані Prochaska і DiClemente (1982), включали пре контемпляцію, споглядання, підготовку, дію, підтримку та результат. Для повторюваної поведінки, сфокусованій на тілі, як-от трихотіломанія та гризіння нігтів — ефективні тренінги для відкату звички та роз'єднання.